# Liste des titres musicaux numéro un aux États-Unis en 2004
Cette page liste les titres musicaux ayant le plus de succès au cours de l'année 2004 aux États-Unis d'après le magazine Billboard.

## Historique
| Date         | Artiste(s)                               | Titre                 | Référence |
| ------------ | ---------------------------------------- | --------------------- | --------- |
| 3 janvier    | OutKast                                  | Hey Ya!               |           |
| 10 janvier   | OutKast                                  | Hey Ya!               |           |
| 17 janvier   | OutKast                                  | Hey Ya!               |           |
| 24 janvier   | OutKast                                  | Hey Ya!               |           |
| 31 janvier   | OutKast                                  | Hey Ya!               |           |
| 7 février    | OutKast                                  | Hey Ya!               |           |
| 14 février   | OutKast featuring Sleepy Brown           | The Way You Move      |           |
| 21 février   | Twista featuring Kanye West & Jamie Foxx | Slow Jamz             |           |
| 28 février   | Usher featuring Lil Jon & Ludacris       | Yeah!                 |           |
| 6 mars       | Usher featuring Lil Jon & Ludacris       | Yeah!                 |           |
| 13 mars      | Usher featuring Lil Jon & Ludacris       | Yeah!                 |           |
| 20 mars      | Usher featuring Lil Jon & Ludacris       | Yeah!                 |           |
| 27 mars      | Usher featuring Lil Jon & Ludacris       | Yeah!                 |           |
| 3 avril      | Usher featuring Lil Jon & Ludacris       | Yeah!                 |           |
| 10 avril     | Usher featuring Lil Jon & Ludacris       | Yeah!                 |           |
| 17 avril     | Usher featuring Lil Jon & Ludacris       | Yeah!                 |           |
| 24 avril     | Usher featuring Lil Jon & Ludacris       | Yeah!                 |           |
| 1er mai      | Usher featuring Lil Jon & Ludacris       | Yeah!                 |           |
| 8 mai        | Usher featuring Lil Jon & Ludacris       | Yeah!                 |           |
| 15 mai       | Usher featuring Lil Jon & Ludacris       | Yeah!                 |           |
| 22 mai       | Usher                                    | Burn                  |           |
| 29 mai       | Usher                                    | Burn                  |           |
| 5 juin       | Usher                                    | Burn                  |           |
| 12 juin      | Usher                                    | Burn                  |           |
| 19 juin      | Usher                                    | Burn                  |           |
| 26 juin      | Usher                                    | Burn                  |           |
| 3 juillet    | Usher                                    | Burn                  |           |
| 10 juillet   | Fantasia                                 | I Believe             |           |
| 17 juillet   | Usher                                    | Burn                  |           |
| 24 juillet   | Usher                                    | Confessions Part. II  |           |
| 31 juillet   | Usher                                    | Confessions Part. II  |           |
| 7 août       | Juvenile featuring Soulja Slim           | Slow Motion           |           |
| 14 août      | Juvenile featuring Soulja Slim           | Slow Motion           |           |
| 21 août      | Terror Squad                             | Lean Back             |           |
| 28 août      | Terror Squad                             | Lean Back             |           |
| 4 septembre  | Terror Squad                             | Lean Back             |           |
| 11 septembre | Ciara featuring Petey Pablo              | Goodies               |           |
| 18 septembre | Ciara featuring Petey Pablo              | Goodies               |           |
| 25 septembre | Ciara featuring Petey Pablo              | Goodies               |           |
| 2 octobre    | Ciara featuring Petey Pablo              | Goodies               |           |
| 9 octobre    | Ciara featuring Petey Pablo              | Goodies               |           |
| 16 octobre   | Ciara featuring Petey Pablo              | Goodies               |           |
| 23 octobre   | Ciara featuring Petey Pablo              | Goodies               |           |
| 30 octobre   | Usher featuring Alicia Keys              | My Boo                |           |
| 6 novembre   | Usher featuring Alicia Keys              | My Boo                |           |
| 13 novembre  | Usher featuring Alicia Keys              | My Boo                |           |
| 20 novembre  | Usher featuring Alicia Keys              | My Boo                |           |
| 27 novembre  | Usher featuring Alicia Keys              | My Boo                |           |
| 4 décembre   | Usher featuring Alicia Keys              | My Boo                |           |
| 11 décembre  | Snoop Dogg featuring Pharrell Williams   | Drop It Like It's Hot |           |
| 18 décembre  | Snoop Dogg featuring Pharrell Williams   | Drop It Like It's Hot |           |
| 25 décembre  | Snoop Dogg featuring Pharrell Williams   | Drop It Like It's Hot |           |